# Grands arrêts de la Cour de cassation (France)
La jurisprudence de la Cour de cassation française a été marquée par de grandes décisions qui ont façonné le droit national.
Parmi celles-ci :
- 1852 : la Cour juge que les locaux ont, dans les établissements français de l'Inde, le choix entre la coutume locale ou l'application du Code Napoléon[1].
- 1902 : la Cour juge que dans les colonies françaises de l'Inde, le Code civil s'applique dans les cas non prévus par la coutume, et si cela est compatible avec cette dernière.
- Arrêt Clément Bayard du 3 août 1915 (Droit de la responsabilité civile) : consécration de la théorie de l'abus de droit.
- Arrêt Jacques Vabre du 24 mai 1975 (Hiérarchie des normes) : la Cour de cassation se déclare compétente pour contrôler la conformité des lois françaises au droit international et, le cas échéant, et ne pas appliquer les lois françaises qui violent les dispositions de droit international.
- Arrêt Desmares du 21 juillet 1982 (Droit de la responsabilité civile) : responsabilité du fait des choses (le cas jugé impliquant deux passants blessés par un véhicule). Pour les analystes[Qui ?], cet arrêt contribua à l'adoption de la Loi Badinter du 5 juillet 1985.
- Arrêt René X du 11 décembre 1992 (Etat des personnes) : modification du sexe de l'état-civil d'une personne transsexuelle.
- Arrêt Chronopost du 22 octobre 1996 (Droit des contrats) : nullité d'une clause limitant la responsabilité du prestataire de messagerie rapide en cas de retard dans la livraison, cette clause contredisant la portée d'un engagement essentiel du prestataire
- Arrêt Fraisse du 2 juin 2000 (Hiérarchie des normes): primauté de la Constitution sur les traités internationaux
- Arrêt Perruche de l'Assemblée plénière du 17 novembre 2000 (Droit de la responsabilité civile) : décision très critiquée par laquelle la Cour de cassation reconnaît un droit, pour l'enfant né handicapé, d'obtenir l'indemnisation de ce préjudice (à partir de l'erreur des médecins et soignants de n'avoir pas constaté la contraction de la rubéole au cours de la gestation, hypothèse dans laquelle la mère de l'enfant à naître aurait procédé à une interruption volontaire de grosse). La jurisprudence est volontairement brisée par la Loi Kouchner du 4 mars 2002.
- Arrêt relatif au statut pénal de l'embryon du 29 juin 2001 (Droit pénal) : l'Assemblée plénière de la Cour de cassation y déclare que le fait de provoquer accidentellement la mort d'un foetus (à l'occasion d'un accident de la route) n'est pas qualifiable d' "homicide" (involontaire en l'occurrence) au regard du Code pénal, de sorte que les parents ne peuvent réclamer indemnisation à ce titre (Assemblée plénière, N°99-85.973).
- Arrêt du 10 octobre 2001 (Droit pénal) : précision sur le statut pénal du président de la République, dans le contexte de l'affaire des emplois fictifs de la Mairie de Paris (Assemblée plénière, N°01-84.922)
- Arrêt du 19 octobre 2010 (Procédure pénale) : la Cour de Cassation déclare le régime de garde à vue[2] contraire à la Convention européenne des droits de l'Homme (Chambre criminelle, N°10-82.902).
- Arrêts du 22 décembre 2023 (Procédure civile) : la Cour de cassation admet (sous certaines conditions) la recevabilité des preuves rapportées par les parties obtenues de manière déloyale dans les litiges civils (Assemblée plénière, N°20-20.648 et 21-11.330).